# Rødovre
Rødovre (alternativt Rödovre på svenska) är huvudort i Rødovre kommun. Den ligger i Region Hovedstaden i Danmark, 7 km väster om Köpenhamn. Rødovre är den enda orten i kommunen och antalet invånare är 38 358.